# Museo Municipal Luque Tierra de Fronteras
El museo Municipal Luque Tierra de Fronteras es un museo de la localidad andaluza de Luque, inaugurado el 26 de marzo de 2004 por la delegada de Cultura de la Junta de Andalucía en Córdoba, Rafaela Valenzuela Jiménez. En este museo también se recogen las entradas para visitar la cercana Cueva de la Encantada.

## Historia de Luque
A lo largo del devenir de los tiempos, Luque (su término municipal) siempre ha sido territorio fronterizo. En primer lugar Luque es frontera natural entre la Sierra (parque natural de las Sierras Subbéticas) y la Campiña; y en segundo por su término municipal transcurren dos vías de comunicación que han sido usadas desde antiguo, en concreto una de ellas desde el Paleolítico Medio y la otra desde la Edad del Hierro, como son las actuales N-432, Córdoba-Granada, y el antiguo trazado de ferrocarril Linares-Puente Genil. Es por esta razón por la que el Museo se denomina así.

## Configuración del museo
El museo está estructurado en tres salas fundamentales:

### Sala I
Frontera Antigua, en la que podemos ver los diferentes momentos en que esta localidad fue frontera: primero, entre los diferentes pueblos ibéricos: bastetanos y turdetanos; con posterioridad, con la conquista de cartagineses y luego con los romanos.
En cada sala se ha elegido un monumento o fortificación de la localidad que sirviera como guía para la explicación de la misma: en esta sala primera, sería el Recinto Fortificado de los Castillarejos.
Por medio de paneles, se ha querido explicar la vida cotidiana y la muerte (religión o enterramientos según la importancia o trascendencia de cada cultura), y el tránsito entre uno y otra que es la guerra, por medio del armamento, sistemas defensivos y construcciones de guerra.

### Sala II
Frontera Medieval, en la representamos las fronteras que vivió Luque en esta época; la primera son las revueltas muladíes de finales del s. IX y principios del s. X. Con posterioridad otro momento de enfrentamiento se produjo en la localidad cuando el famoso rey Lobo de Murcia, ibn Mardanish, pierde en la batalla del río Lukk contra los almohades, comenzando aquí su declive. Años después, tras la conquista de Luque por Fernando III, estará en frontera con el reino nazarí de Granada más de cien años. El recinto principal de esta sala está dedicado al Castillo de Luque, Hisn Lukk.

### Sala III
Está dedicada a la Guerra Civil Española. El Coronel Cascajo, que fue el militar que se alzó en Córdoba era oriundo de Luque, y al estallar la guerra, tenía en el pueblo a sus dos hermanas, por lo que en cuanto pudo mandó a la Guardia Civil de los alrededores para tomar Luque. La provincia de Jaén, con la que colinda, se mantuvo fiel a la República hasta el final de la Guerra; otros pueblos de alrededor también estuvieron del lado del gobierno legítimo, por lo que en el primer año Luque fue un islote en la zona. Como recuerdo de este momento están restaurando y poniendo en valor los búnkeres del Alamillo, que es el emblema de este Museo.

### Otras
El Museo cuenta con dos salas más; una dedicada a artistas locales y la otra dedicada a sala de exposiciones temporales.
En la actualidad se está trabajando en la realización de una quinta sala que estará dedicada a la Prehistoria en Luque, haciendo especial hincapié en la pintura del Neolítico y el Calcolítico.